# Frances Pellos

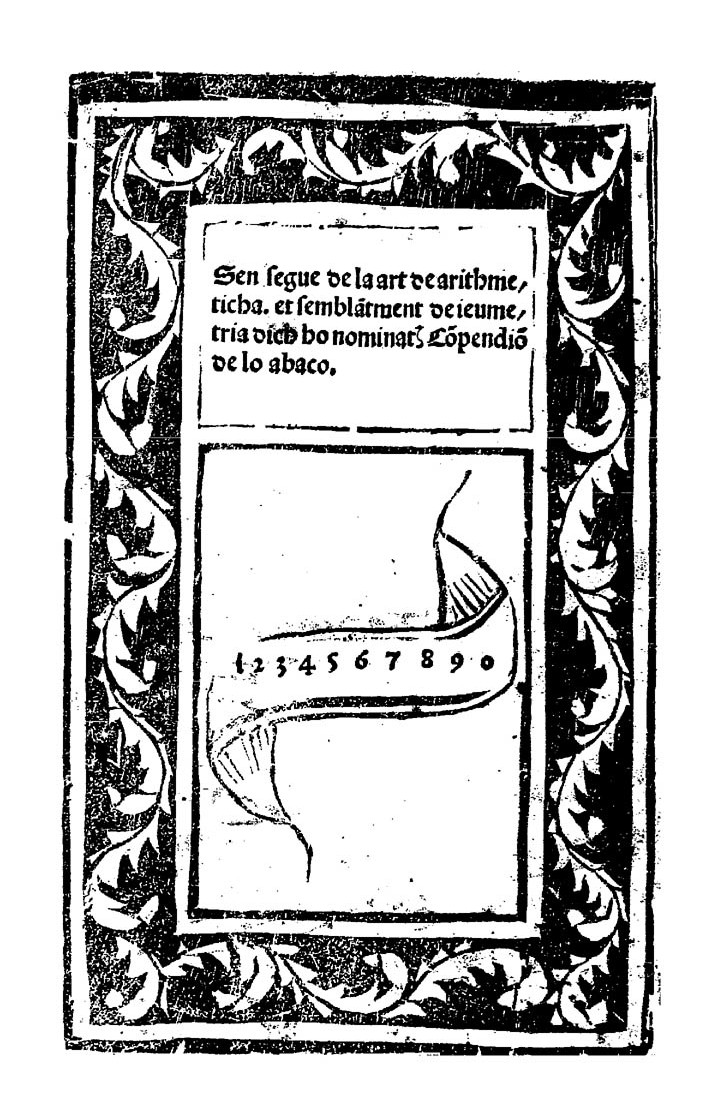
Compendio de lo abaco, 1492

Frances Pellos (oder Francesco Pellos oder Pellizzati, um 1492) war ein Mathematiker. Er stammte aus Nizza und hat 1492 das Werk Sen segue de la art de arithmeticha es semblātment de ieumetria dich ho nominatz Cōpendiō de lo abaco (erschienen in Turin) geschrieben, in dem nach heutigem Wissensstand erstmals der Punkt als Dezimaltrennzeichen verwendet wurde. Sonst scheint über ihn nichts bekannt zu sein. Dieses Buch soll das erste in okzitanischer Sprache gedruckte Buch sein.

## Werke
- Compendio del Abaco. Torino, Suigo, 1492 (Volltext im PDF-Format)